# André Rudersdorf
André Rudersdorf (ur. 9 września 1995 roku w Hadamar) – niemiecki kierowca wyścigowy.

## Kariera
Rudersdorf rozpoczął karierę w jednomiejscowych bolidach wyścigowych w wieku 16 lat w 2011 roku poprzez starty w Formule ADAC Masters. W ciągu 24 wyścigów zdobył tam 12 punktów, co mu dało 18 lokatę w klasyfikacji generalnej.
W 2012 roku André pojawił się na starcie ATS Formel 3 Trophy oraz w Austriackiej Formule 3. W niemieckiej edycji na 21 wyścigów odniósł 14 zwycięstw. Dało mu to 377 punktów, które pozwoliły na zdecydowaną wygraną w serii. W Austriackiej Formule 3 Niemiec również zdobył tytuł mistrzowski. 
Na sezon 2013 Rudersdorf podpisał kontrakt z niemiecką ekipą ma-con na starty w Europejskiej Formule 3. Z dorobkiem trzech punktów ukończył sezon na 24 pozycji w klasyfikacji generalnej.

## Statystyki
| Sezon | Seria                | Zespół            | Wyścigi | Zwycięstwa | PP | NO | Podium | Punkty | Pozycja |
| ----- | -------------------- | ----------------- | ------- | ---------- | -- | -- | ------ | ------ | ------- |
| 2011  | Formuła ADAC Masters | Krafft Walzen     | 24      | 0          | 0  | 0  | 0      | 12     | 18      |
| 2012  | ATS Formel 3 Trophy  | ma-con Motorsport | 21      | 14         | 10 | 14 | 20     | 377    | 1       |
| 2012  | Austriacka Formuła 3 | ma-con Motorsport | 12      | 7          | 7  | 7  | 12     | 212    | 1       |
| 2013  | Masters of Formula 3 | ma-con            | 1       | 0          | 0  | 0  | 0      | N/A    | 19      |
| 2013  | Europejska Formuła 3 | ma-con            | 30      | 0          | 0  | 0  | 0      | 3      | 24      |